# Appleseed (ОВА)
Вижте пояснителната страница за други значения на Appleseed.
Appleseed (на японски: アップルシ－ド) е аниме в киберпънк стил, чието действие се развива в бъдещето. Анимето излиза под формата на ОВА през 1988 г. и е адаптация по мангата на Масамуне Широу. Разпространител е Bandai Visual.
Анимацията се отклонява от мангата и има различен сюжет, но главните герои са еднакви.

## История
След Третата световна война човечеството построява експериментален град, наречен Олимпус, чието население се състои от хора, киборги и биороиди. Биороидите са генетично създадени, за да служат на човешкото население.
Олимпус трябва да е утопичен град на щастието, но хора като полицейския офицер Колън Матюлос провалят това щастие. Той се свързва с тероритста Ей Джей Себастиан, който трябва да унищожи Гая (супер-компютър, управляващ цял Олимпус). Срещу него се изправят Брариъс и Дюнън Кнут, и двамата членове на SWAT.